# Best Intentions
Best Intentions est le premier album du groupe américain We Are the in Crowd sorti le 4 octobre 2011 sous le label Hopeless Records.
Le premier single "Rumor Mill" est sorti le 26 juillet 2011. Le prochain clip devrait être "Kiss Me Again" avec Alexander Gaskarth du groupe All Time Low.

## Liste des titres
Toutes les chansons sont écrites et composées par We Are the in Crowd.
| 1.    | Rumor Mill                   | 3:38 |
| 2.    | This Isn't Goodbye, It's BRB | 3:08 |
| 3.    | The Worst Thing About Me     | 2:42 |
| 4.    | Kiss Me Again                | 3:18 |
| 5.    | On Your Own                  | 3:23 |
| 6.    | All Or Nothing               | 3:07 |
| 7.    | Exits and Entrances          | 3:06 |
| 8.    | See You Around               | 2:58 |
| 9.    | You've Got It Made           | 3:41 |
| 10.   | Better Luck Next Time        | 2:51 |
| 31:58 |                              |      |

- Titres bonus

| 11.   | On My Way                 | 3:14 |
| 12.   | Rumor Mill(acoustic)      | 3:49 |
| 13.   | Grenade(Bruno Mars cover) | 3:43 |
| 42:40 |                           |      |

## Personnel
We Are the In Crowd
- Taylor Jardine – Voix, clavier, violon en "You've Got It Made"
- Jordan Eckes – Guitare, voix
- Mike Ferri – Basse
- Cameron Hurley – Guitare
- Rob Chianelli – Batterie

## Charts
Album
| Chart (2011)             | Peak position |
| ------------------------ | ------------- |
| US Billboard 200         | 122           |
| Top des Nouveaux Groupes | 2             |
| Albums Independants      | 20            |